# Scutopus variabilis
Scutopus variabilis — вид безпанцирних молюсків родини Limifossoridae. Описаний у 2021 році.

## Поширення
Вид поширений на півдні Карибського моря та вздовж північного узбережжя Бразилії. Мешкає в широкому батиметричному діапазоні (40–1300 м), поширеніший на краю між континентальним шельфом і верхнім схилом.

## Опис
Тіло довге, струнке, до 14 мм завдовжки, часто викривлене, майже однорідне в діаметрі; у більшості екземплярів розділене на три частини: передню частину, відокремлену головним коміром від серединної частини, і трохи звужену задню частину. Ротовий щиток позаротовий.
Scutopus variabilis має тонку і дуже мінливу форму тіла і дуже чітку лінію шва посередині. За допомогою скануючої електронної мікроскопії (SEM) спостерігали два домінуючих типи склеритів стовбура: один витягнутий з бічними краями, злегка увігнутими в медіальній частині, а інший довший, з більш вузькою основою. Радула має до восьми рядів сильно склеротизованих зубів з 12–16 дрібними зубчиками; кожен зуб вигнутий всередину.